# Zhao Long

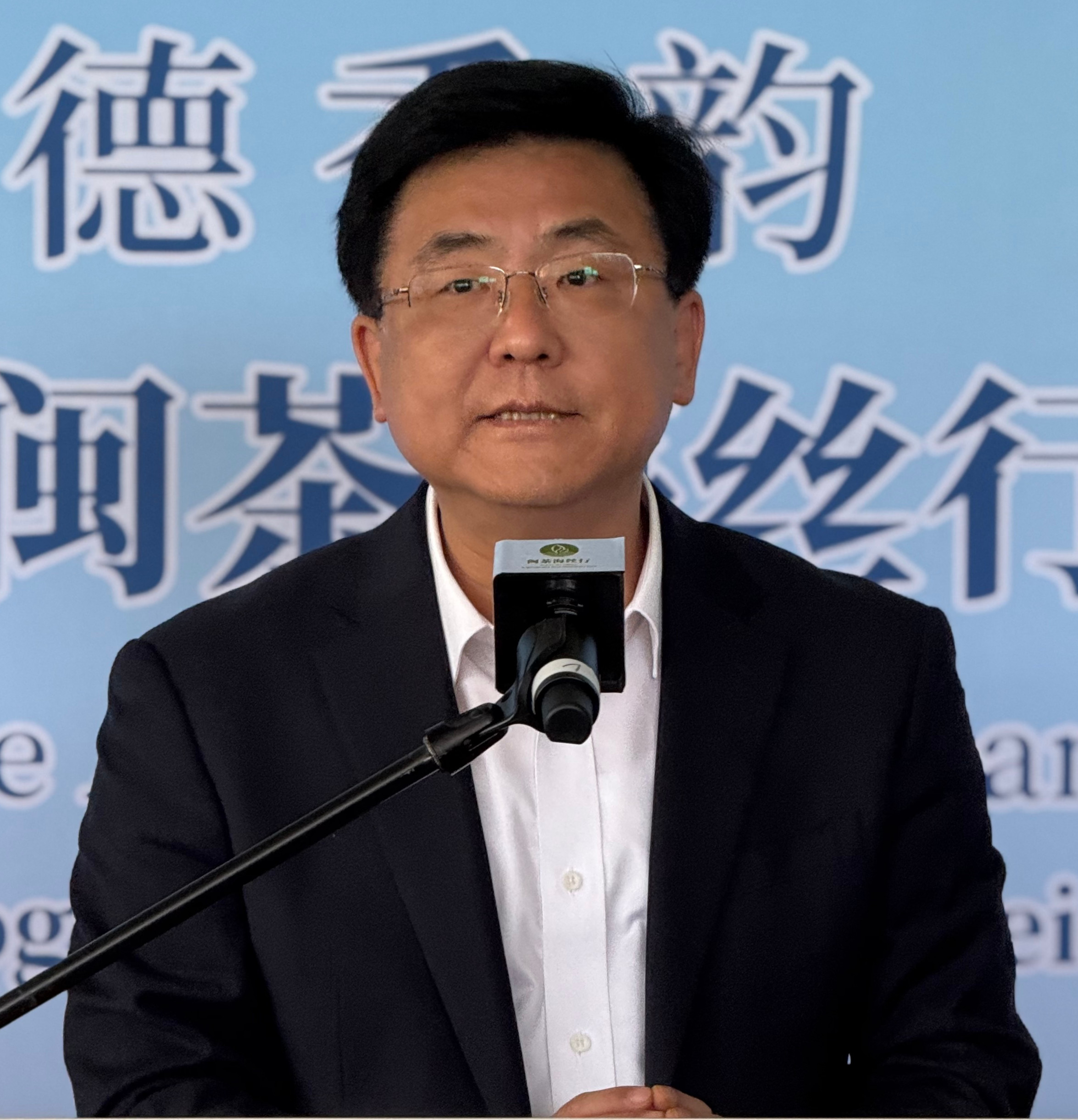
Zhao Long 2025

Zhao Long (chinesisch 赵龙, Pinyin Zhào Lóng; * September 1967 in der Stadt Panjin in der Provinz Liaoning) ist ein chinesischer Politiker und seit Oktober 2022 Mitglied des 20. Zentralkomitees der Kommunistischen Partei Chinas. Derzeit ist er stellvertretender Sekretär des Kommunistischen Parteikomitees der Provinz Fujian und Gouverneur der Provinz Fujian.
Zuvor war er stellvertretender Minister für Land und Ressourcen, stellvertretender Minister für natürliche Ressourcen, Mitglied des Ständigen Ausschusses des Kommunistischen Parteikomitees der Provinz Fujian, stellvertretender Gouverneur der Provinzregierung und Sekretär des Kommunistischen Parteikomitees der Stadt Xiamen.

## Werdegang
Im September 1985 wurde Zhao Long an der Renmin-Universität China für das Fach Landmanagement im Fachbereich Landverwaltung zugelassen und trat im Dezember 1988 der Kommunistischen Partei Chinas bei. Nach seinem Universitätsabschluss im Juli 1989 wurde Zhao Long der Staatlichen Landverwaltungsbehörde zugewiesen und kurz darauf für ein einjähriges Praktikum an die Landverwaltungsbehörde der Stadt Dalian versetzt. Nach seiner Rückkehr zur Staatlichen Landverwaltungsbehörde war er als Referent in der Abteilung für Wissenschaft, Technologie und Bildung, in der Abteilung für allgemeine Angelegenheiten und als Sekretär im Rang eines Abteilungsleiters tätig. Im Januar 1997 wurde er zum stellvertretenden Sekretär im Rang eines Abteilungsleiters und stellvertretenden Leiter der Abteilung für allgemeine Angelegenheiten der Staatlichen Landverwaltungsbehörde befördert. Im August 1998 wurde er zum stellvertretenden Leiter der Registrierungsstelle der Abteilung für Katasterverwaltung des Ministeriums für Land und Ressourcen versetzt und übernahm dort die Leitung. Zwei Monate später wurde er zum Abteilungsleiter befördert. Im Dezember 2001 wurde er zum stellvertretenden Leiter der Abteilung befördert. Von März 2004 bis März 2005 war er als stellvertretender Bürgermeister von Guang’an, Provinz Sichuan, tätig. Im Jahr 2007 nahm er an einem Ausbildungskurs für junge und mittlere Kader der Zentralen Parteihochschule teil. Während dieser Zeit absolvierte er in Zusammenarbeit mit der Peking-Universität und der Nationalen Verwaltungsakademie ein berufsbegleitendes Studium zum Master of Public Management und erwarb den Master-Abschluss in Public Management.
Im März 2009 wurde Zhao Long zum Leiter der staatlichen Landaufsichtsbehörde in Jinan versetzt. Im Dezember 2009 wurde er Parteisekretär der Behörde. Im Juni 2015 kehrte er nach Peking zurück und wurde Leiter der Planungsabteilung des Ministeriums für Land und Ressourcen. Im Juni 2016 wurde er zum Mitglied der Parteigruppe und stellvertretenden Minister des Ministeriums für natürliche Ressourcen ernannt und stieg damit in den Rang eines stellvertretenden Ministers auf. Er war damals der jüngste Mitglied der damaligen Führung des Ministeriums für Land und  Ressourcen. Nach der Umstrukturierung des Ministeriums für Land und Ressourcen im März 2018 wurde Zhao Long Mitglied der Parteigruppe und stellvertretender Minister des neu gegründeten Ministeriums für natürliche Ressourcen.
Im Juli 2020 verließ Zhao Long das Ministerium für natürliche Ressourcen und wurde nach Fujian versetzt, wo er Mitglied des Ständigen Ausschusses des Kommunistischen Parteikomitees der Provinz Fujian, stellvertretender Gouverneur der Provinzregierung und stellvertretender Parteisekretär wurde. Im Januar 2021, nachdem sein Vorgänger Hu Changsheng zum Gouverneur der Provinz Heilongjiang befördert worden war, übernahm Zhao Long das Amt des Sekretärs des Kommunistischen Parteikomitees der Stadt Xiamen. Im April 2021 legte er sein Amt als stellvertretender Gouverneur nieder. Im Oktober wurde Zhao Long erneut befördert und zum stellvertretenden Parteisekretär und amtierenden Gouverneur der Provinz Fujian ernannt. Im Januar 2022 wurde er zum Gouverneur der Volksregierung der Provinz Fujian gewählt. Im Oktober 2022 wurde Zhao Long auf dem 20. Parteitag der KPCh zum Mitglied des Zentralkomitees der KPCh gewählt.

## Trivia
Bei einem Delegationsbesuch im Mai 2025 in Mainz zeigte sich Zhao als Fußballfan, da er den Verein Mainz 05 besuchte.